# Pauline Nyiramasuhuko
Pauline Nyiramasuhuko (Ndora, 1946.), bivša je ministrica za obitelj i položaja žena Ruande, te jedna od najodgovornijih za genocid nad pripadnicima naroda Tutsi u toj afričkoj državi.
Najpoznatija je po svojoj operaciji skupljanja Tutsi stanovništva u gradu Butareu, u kojoj je namamila Tutsije na stadion, lažnim pozivom Crvenog križa, a zatim naredila njihov pokolj, koje su izvršile Interahamwe jedinice. Osim ubijanja, ovaj masakr popraćen je i masovnim silovanjem pripadnica Tutsija. Utemeljeni su i posebni odredi bolesnika zaraženih AIDS-om, kako bi im prenijeli taj virus, te se procjenjuje da je 70% silovanih i preživjelih žena bilo zaraženo tom bolešću.
Uhićena je 1997. godine u Nairobiju, te je potom izvedena pred Međunarodni sud za ratne zločine počinjene na području Ruande (ICTR). Prva je žena optužena za genocid, zločin protiv čovječnosti i ratne zločine istodobno.

## Vanjske poveznice
- Rwandan denies genocide charges (engl.)